# Pouvoir populaire
Pouvoir populaire (PP) est un parti politique colombien de centre gauche crée en août 2023, fondé sous la forme d'une tendance interne du Parti libéral en 1982.
La tendance interne, inspirée du Mouvement révolutionnaire libéral, est personnifiée autour d'Ernesto Samper et a contribué à créer une élite libérale. La tendance a permis à une vingtaine de sénateurs d'être élu et l'élection de Samper à la présidence.
En raison des violences contre les personnalités politiques qui ont émergé dans les années 1980 et 1990, la tendance s'est progressivement éteinte, comme le parti du Nouveau libéralisme (es), avant d'être reconnu comme parti politique en août 2023.

## Historique

### Tendance interne de centre-gauche du Parti libéral
En 1982, Ernesto Samper décide la fondation de la tendance « Pouvoir populaire », d'une idéologie de centre-gauche au sein du Parti libéral colombien, inspirée du Mouvement révolutionnaire libéral crée par Alfonso López Michelsen vingt ans plus tôt. La tendance, dès sa création, trouve rapidement un écho et une popularité auprès de la jeunesse, comme le Nouveau libéralisme (es), se positionnant comme son successeur.
Au sein de la tendance, une future élite qui dessinera la vie politique dans les années 1990 et 2000 émerge et se forme politiquement, comme Aurelio Irragorri Hormaza (es) et Álvaro Uribe.

### Tendance importante au sein du Parti libéral
Au fil de son existence au sein du Parti libéral, la tendance prend de l'importance et Ernesto Samper se place comme l'un des dirigeants du parti. En 1987, il assume la présidence de la Direction nationale du parti.
Samper, grâce à l'appui de sa tendance, s'est présenté comme pré-candidat à la présidentielle de 1990 et a participé à la consultation libérale face à César Gaviria. Il termine deuxième à égalité avec Hernando Durán Dussán (es), César Gaviria l'emportant. 

### Participation aux législatives de 1986 et à la présidentielle de 1994
Lors des élections législatives de 1986 (es), la tendance du Pouvoir populaire a obtenu 22 sénateurs des 58 élus avec le Parti libéral. La campagne menée par la tendance a permis d'obtenir 1 354 176 voix sur les 3 382 406 voix obtenues.
Le 3 mars 1989, Ernesto Samper est grièvement blessé durant un attentat contre José Antequera, le dirigeant de l'Union patriotique, qui meurt à ses côtés. Ils sont attaqués dans l'aéroport international El Dorado par des tueurs à gage à la solde des narcotrafiquants ; son garde du corps réagit en tuant l'assaillant. Bien qu'ayant reçu cinq balles, Ernesto Samper survit et reprend son parcours politique.
En décembre 1992, l'ancien sénateur libéral et l'un des fondateurs de la tendance interne du Pouvoir populaire Ricardo Villa Salcedo est assassiné par des paramilitaires, qui contrôlait la ville de Santa Marta et le département de Magdalena,.
Lors de l'élection présidentielle 1994, Ernesto Samper est investi comme candidat avec le Parti libéral, mais il mène également sa campagne avec le logo de sa tendance du Pouvoir populaire. Il est élu président de la République avec 3 733 336 au deuxième tour.

### Soutien d'Ernesto Samper à Gustavo Petro et reconnaissance du parti
Malgré l'extinction de sa tendance et le scandale Proceso 8000 qui marqua sa présidence, l'ancien président Ernesto Samper garde une influence dans le paysage politique colombien et à l'échelle du continent latino-américain. 
En mars 2021, après la pandémie de Covid-19, Ernesto Samper propose une large coalition entre le centre (Coalition du centre de l'espoir (es)) et la gauche (Pacte historique) pour s'unir vers la construction de la paix et une nouvelle politique économique.
Sa proposition est restée lettre morte, mais Ernesto Samper rallie ensuite la campagne présidentielle de Gustavo Petro en avril 2022 et a célébré la victoire du premier président de gauche. En août 2022, il participe à la cérémonie d'investiture officielle de Gustavo Petro.
En avril 2023, Ernesto Samper dépose une demande de création de son parti, le Pouvoir populaire, justifiant la violence dont furent l'objet les dirigeants de sa tendance dans les années 1980 et 1990. Dans sa lettre, Samper cite la création d'un statut de parti pour le Nouveau libéralisme (es) décidé par le Conseil national électoral pour justifier sa demande, également victime de ces violences.
En raison de ses résultats électoraux en 1986 et 1994, ainsi que les assassinats ou attaques dans les années 1980 et 1990 qui ont amené le déclin de la tendance, le Conseil national électoral reconnait la demande d'Ernesto Samper et approuve la création du parti politique.

### Congrès fondateur en octobre 2023
Le 3 octobre 2023, Ernesto Samper présente formellement sa démission du Parti libéral colombien, son parti politique depuis 42 ans. Deux jours plus tard, le 5 octobre, l'ancien président tient la première réunion de son parti, définissant les statuts et le programme.
Dès son lancement, le parti a pour objectif les prochaines élections législatives de 2026 et également d'attirer les militants déçus du Parti libéral colombien, que Samper surnomme « Parti néolibéral ». Ce dernier cherche une troisième voie de centre gauche entre ce qu'il décrit comme un virage à « droite » du Parti libéral et un regard critique sur le Pacte historique.

## Résultats électoraux

### Élections présidentielles
| Année | Candidats      | Candidats            | 1er tour  | 1er tour | 2d tour    | 2d tour | Résultats |
| Année | Président      | Vice-président       | Voix      | %        | Voix       | %       | Résultats |
| ----- | -------------- | -------------------- | --------- | -------- | ---------- | ------- | --------- |
| 1994  | Ernesto Samper | Humberto De la Calle | 2 623 210 | 45,30    | 3 733 366  | 50,57   | Élu       |
| 2022  | Gustavo Petro  | Francia Márquez      | 8 541 617 | 40,34    | 11 291 986 | 50,44   | Élu       |

### Élections législatives
| Sénat     | Sénat     | Sénat      | Sénat | Sénat       | Sénat    |
| Année     | Voix (PP) | Voix (PLC) | %     | Sièges (PP) | Sièges   |
| --------- | --------- | ---------- | ----- | ----------- | -------- |
| 1986 (es) | 1 354 176 | 3 382 406  | 3%    | 22 / 58     | 58 / 108 |